# Техничка школа Ћуприја
Техничка школа Ћуприја је средњошколска установа која се налази у Ћуприји. Тренутни директор школе је Маја Манић.

## Историјат
Традиција школстава у Ћуприји потиче још из времена Уставобранитеља када је 1839. године основана прва основна школа. До краја 19. века сва значајнија насеља садашњег Поморавског округа добила су основну школу.
У првој деценији 20. века Ћуприја је добила и средње школе. Трудом и залагањем народних посланика Моравског округа Симе Катића и Жике Микића, угледних грађана Ћуприје: председника општине Драгутина Јанаћковића, протојереја Перише Ђорђевића, управника школе Милоша Стојановића, ветеринара Андре Ђурашковића и др, Министарство просвете је одобрило и отварање средње школе.
Године 1911. у Ћуприји је са радом почела фабрика шећера, а са њом се јавила и потреба за техничким образовањем. То је време када је настала вечерња трговачко-занатлијска школа у Ћуприји, која је обновила свој рад 1. септембра 1919. године.
Након послератне консолидације 1933. године, она је променила назив у Општа занатска школа. Школовање је трајало 3 године, а поред стручних предмета учили су се и предмети општег образовања. Школа је била под надзором Министарства трговине и индустрије.
Школа је поново 1933. године променила име у Стручно продужна школа и тај назив је задржала до 1946. године. После Другог светског рата, године 1946. донет је Закон о ученицима у привреди. Сходно законским променама, школске 1946/47. године школа је добила назив Стручна школа за ученике у индустрији и занатству и тај назив задржан до 1952. године. Задатак школе био је да ученицима запосленим у индустрији, занатству, трговини и другим радиностима пружи општеобразовна и стручна знања за обављање послова дотичне струке у својству квалитативног радника.
Године 1952. поново је променила назив у Стручна школа за ученике у привреди. Школа се убрзо прозвана Мешовита школа за ученике у привреди „Миодраг Новаковић Џуџа“, а школске 1967/68. године променила је назив у Школа за квалификоване раднике „Миодраг Новаковић Џуџа“ и тај назив је задржала до 1980. године. Реформа образовања позната под именом „шуварица“ донела је школи ново име — школа за усмерено образовање „Миодраг Новаковић Џуџа“. Почетком деведесетих година 20. века, укидањем усмереног образовања, школа је поново променила име у Техничка школа Ћуприја, које и данас носи.

## Школа данас
Техничка школа у Ћуприји се данас налази на излазу из Ћуприје са леве стране пута Ћуприја—Параћин. Током свог постојања, школа је у складу са привредним могућностима града школовала кадар за рад у фабрици шећера, кексари, штампарији, ремонту шинских возила и опреме, Велмортрансу и др. 
Некадашња занимања бравара, металостругара, техничара за моторна возила прехрамбених техничара, типографа, графичких техничара су на жалост престала да постоје, а разлог томе свакако лежи у одређеним привредним и политичким кретањима с краја 20. века.
Школа данас располаже савременим кабинетом за информатику и саобраћај, возним парком (2 аутомобила и камион) за обуку ученика, радионицу за практичну наставу у области машинства и саобраћаја, а школским развојним планом у току је формирање мултимедијалног кабинета.
Имајући у виду да је једина школа у Округу који нуди образовање у области саобраћаја, школа је успела да 2005. године покрене и једногодишње специјалистичко образовање, Возач моторних возила — инструктор.
Најпознатији ученик ове школе свакако је Милутин Хаџи Стојковић. Рођен је 29. августа 1942. године у селу Мијатовац, где је завршио основну школу, а у овој школи стекао знање за занимање машинбравара. Студирао је машинство и економију, магистрирао и докторирао на Економском факултету у Суботици, где је редовни професор. Члан је академије војних наука Русије и има звање академика. 

## Техничка школа образује ученике за четири занимања
- Техничар друмског саобраћаја
- Техничар унутрашњег транспорта
- Возач моторних возила
- Машински техничар за компјутерско конструисање